# Museu d'Art de Sabadell
El Museu d'Art de Sabadell (MAS) es troba a l'antiga casa-fàbrica Turull, edifici catalogat com a bé cultural d'interès local. Especialitzat en pintura catalana dels segles xix i xx, té una de les col·leccions d'art local més representatives del país i està composta per dibuix, pintura, arts gràfiques, arts decoratives i mobiliari, ceràmica, vidre i metall, fotografia, escultura i d'altres objectes.

## Història i descripció

### Casa-fàbrica
Es va començar a construir el 1812 per iniciativa de Pau Turull i Font, i s'acabà el 1819. Posteriorment, Pau Turull i després el seu fill Pere Turull i Sallent, cofundador de la Caixa d'Estalvis de Sabadell, van anar comprant diferents propietats solars als carrers de les Comèdies i de la Creueta.

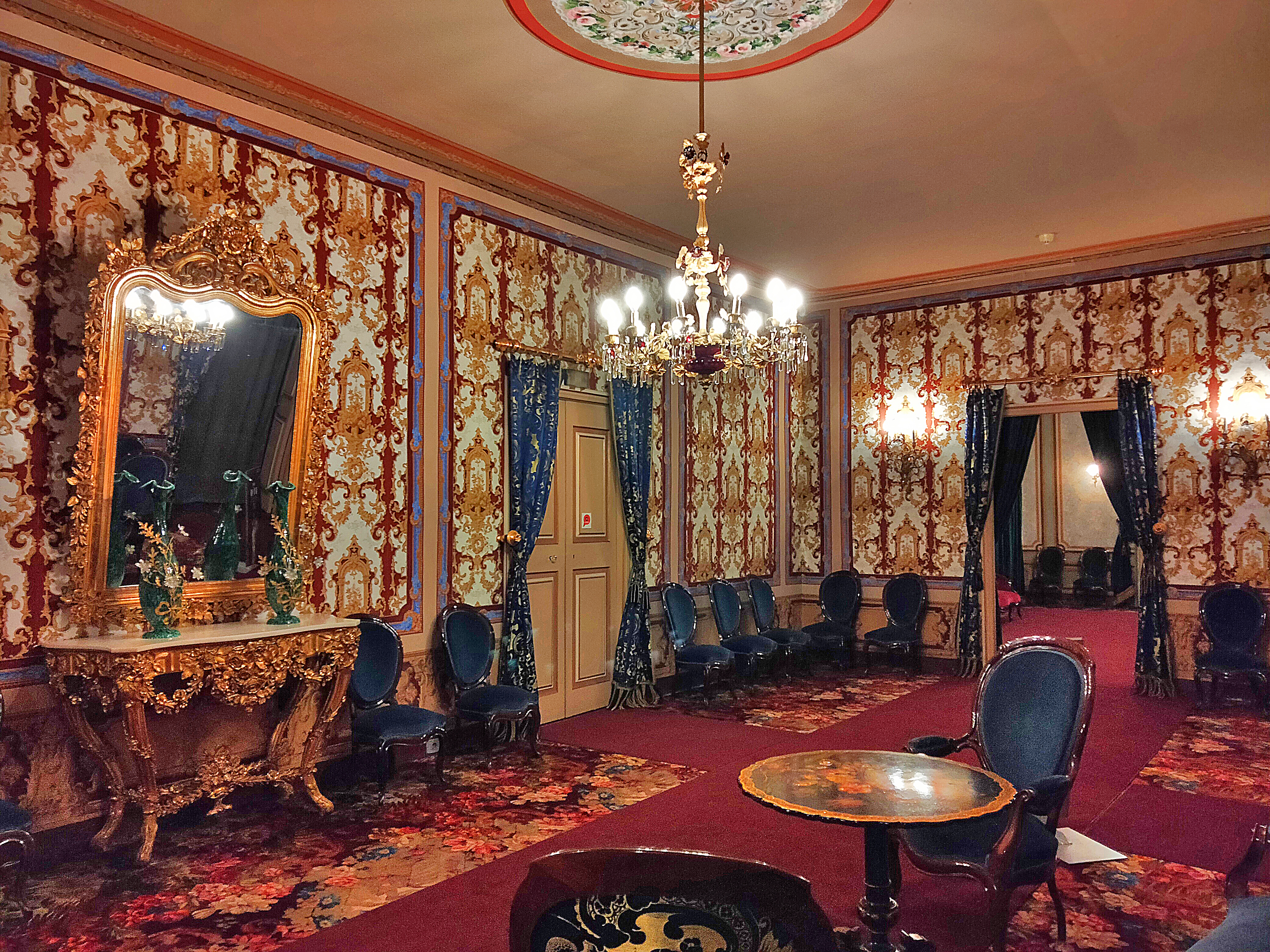
Saló principal de la casa Turull

El 1869 foren decorats els interiors i es col·locà la reixa del balcó del carrer de les Comèdies amb motiu de la visita de la reina Isabel II. En aquell temps, Pere Turull era batlle de la vila. L'any 1865, va decidir ampliar l'habitatge familiar, afegint-hi un segon pis i modificant la façana, i encarregà l'obra a l'arquitecte Josep Lacueva, també autor del casal veí del número 18. El sistema constructiu és el típic del segle xix, amb murs de càrrega, sostres de revoltons i amb bigues i encavallades de fusta, i la façana, molt austera, contrasta amb l'esplendor de portes endins. Està dividit en dues parts: una d'elles pertanyia a la residència de la familia Turull i consta d'un edifici de tres cossos amb tres pisos i golfes. L'altra és un edifici annex que era destinat a la fàbrica tèxtil.

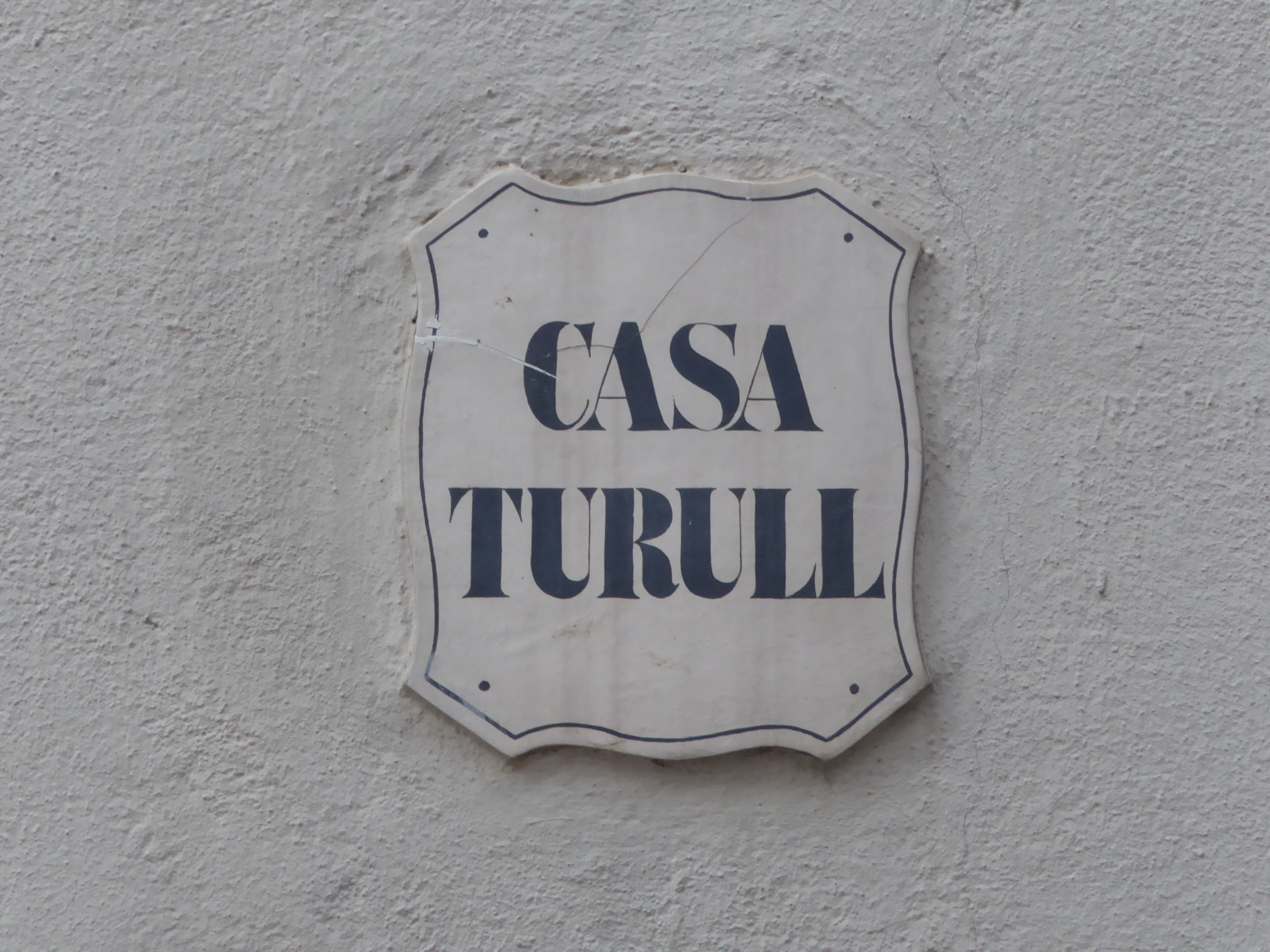
Escut a la façana de la casa-fàbrica Turull

Pau Turull i Comadran, fill i hereu de Pere, hi va viure fins a la seva mort el 1892. Aleshores la casa va passar a mans del seu germà Joan i després al fill d'aquest, Pau Maria Turull i Fournols, últim membre de la família que hi va viure.

### Museu
Després de la Guerra Civil espanyola, l'edifici restà tancat fins que el 1962 fou adquirit per l'Ajuntament de Sabadell. Als anys 1970 es van rehabilitar els espais més nobles de la casa i es van adequar les naus de la fàbrica com a sales d'exposicions, les quals s'iniciaren el 1972.
Inaugurat el 30 de maig de 1980, els orígens del Museu d'Art de Sabadell són inseparables de l'esforç d'un nodrit grup de personalitats, encapçalat per Andreu Castells, Lluís Clapés, Camil Fàbregas i Lluís Mas, i també de diverses entitats, que protagonitzaren un llarg període centrat a recollir, per damunt de tot, la producció dels artistes locals però també d'altres de la resta del país. El 1941 es va fundar l'antiga Secció de Belles Arts al Museu d'Història de la Ciutat, que ja tenia la consciència de conservar tot aquest patrimoni propi en una institució pública per tal que fos la memòria històrica i s'entengués com un instrument de difusió i d'educació artística.
A l'exposició permanent es presenta una selecció significativa d'obres i d'autors de la col·lecció des de l'últim terç del segle passat fins a la Guerra Civil espanyola. El recorregut s'ordena a partir de dos àmbits temàtics i cronològics que contextualitzen la producció local i permeten el coneixement d'un marc històric general, que són Academicismes del segle xix i de l'Art Nou als anys 1930. Dins d'aquestes col·leccions es poden veure obres d'artistes vinculats a la ciutat com Marian Burgués, Rafael Durancamps, Josep Espinalt, Joan Figueras, Ramon Quer, Antoni Vila Arrufat, Antoni Estruch (Corpus de sang), Joan Vila Puig, Joan Vila Cinca i Joan Vilatobà, entre d'altres.

## Galeria d'imatges

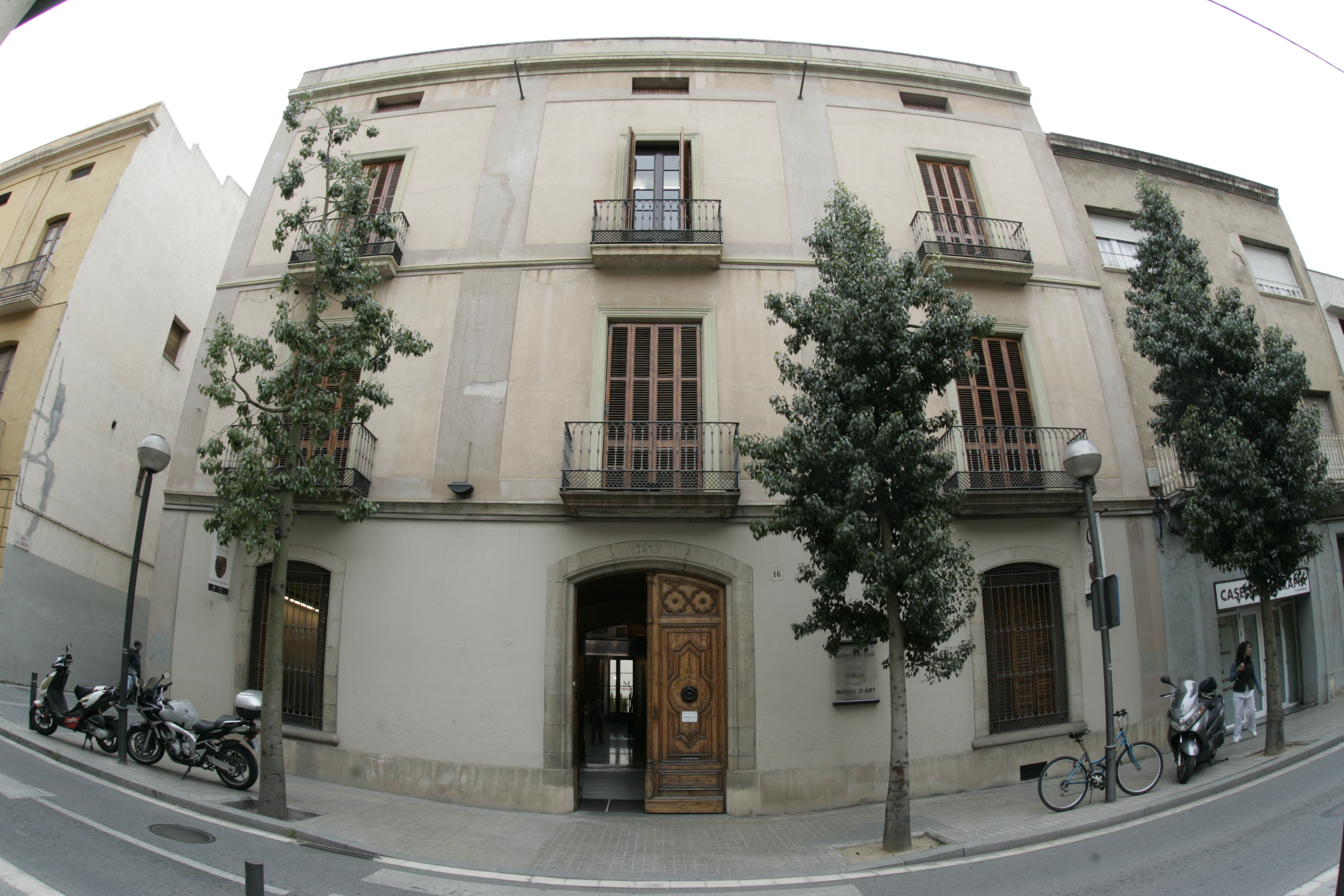
Façana principal del Museu
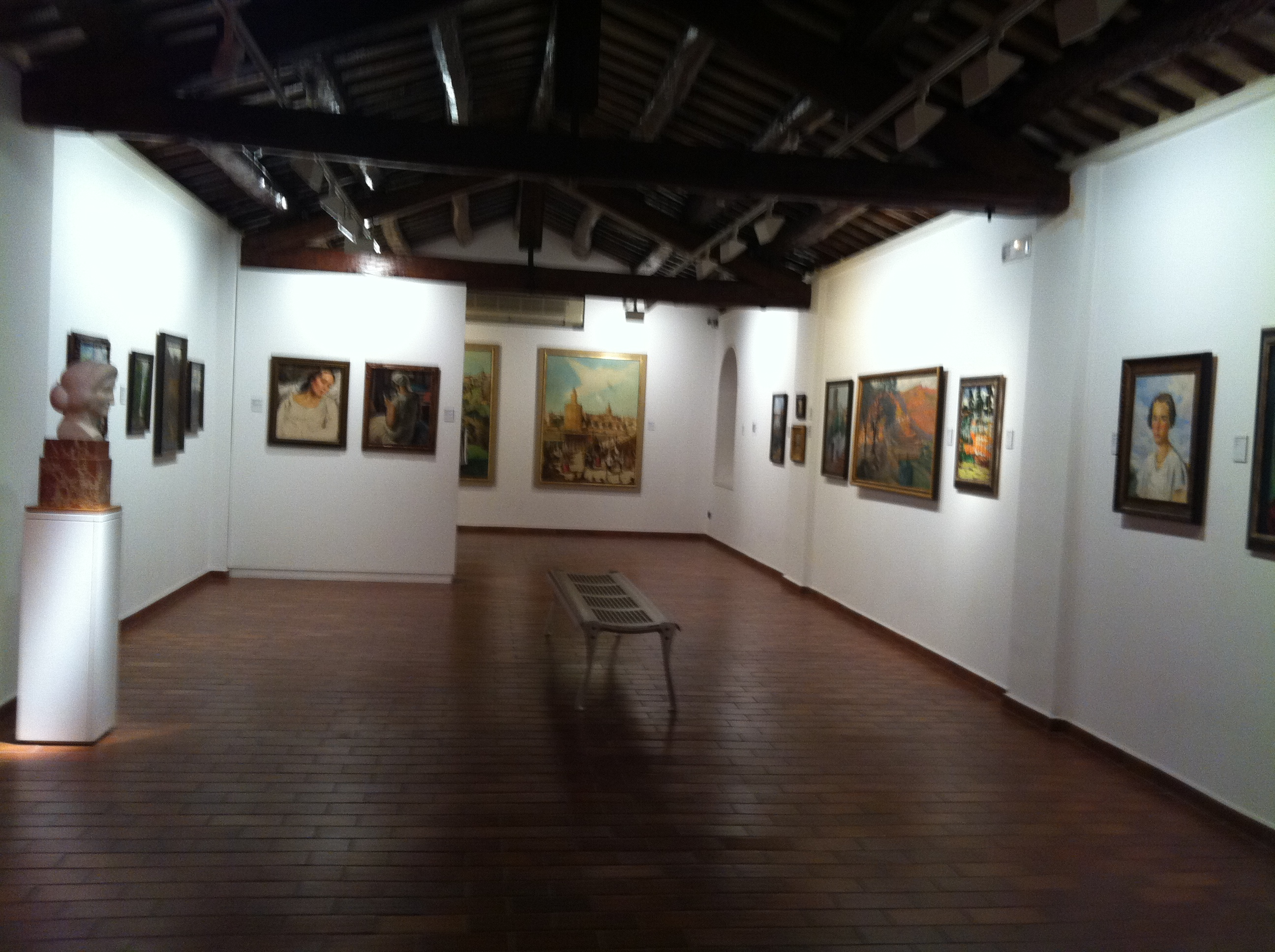
Col·lecció permanent
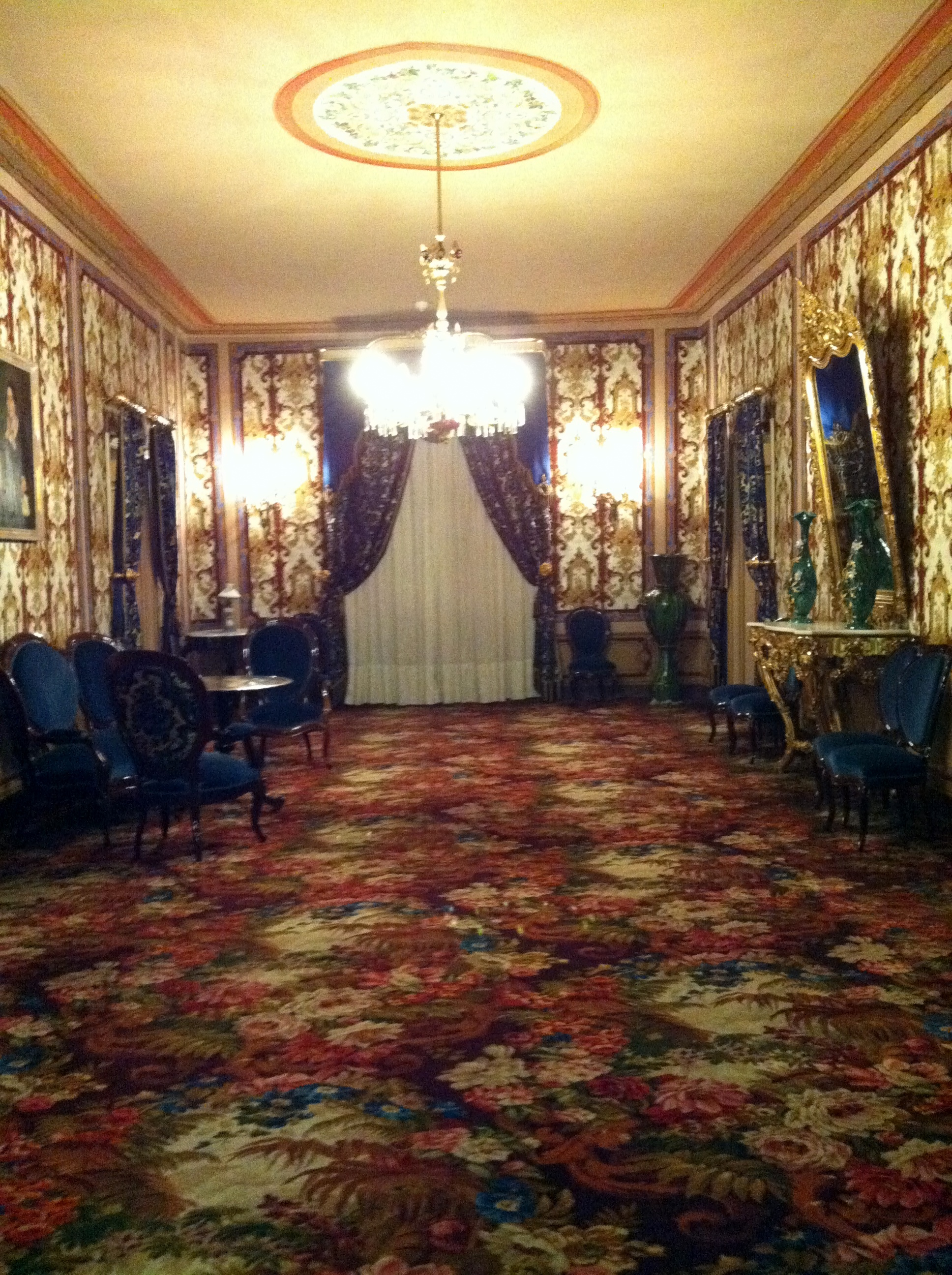
Casa Turull
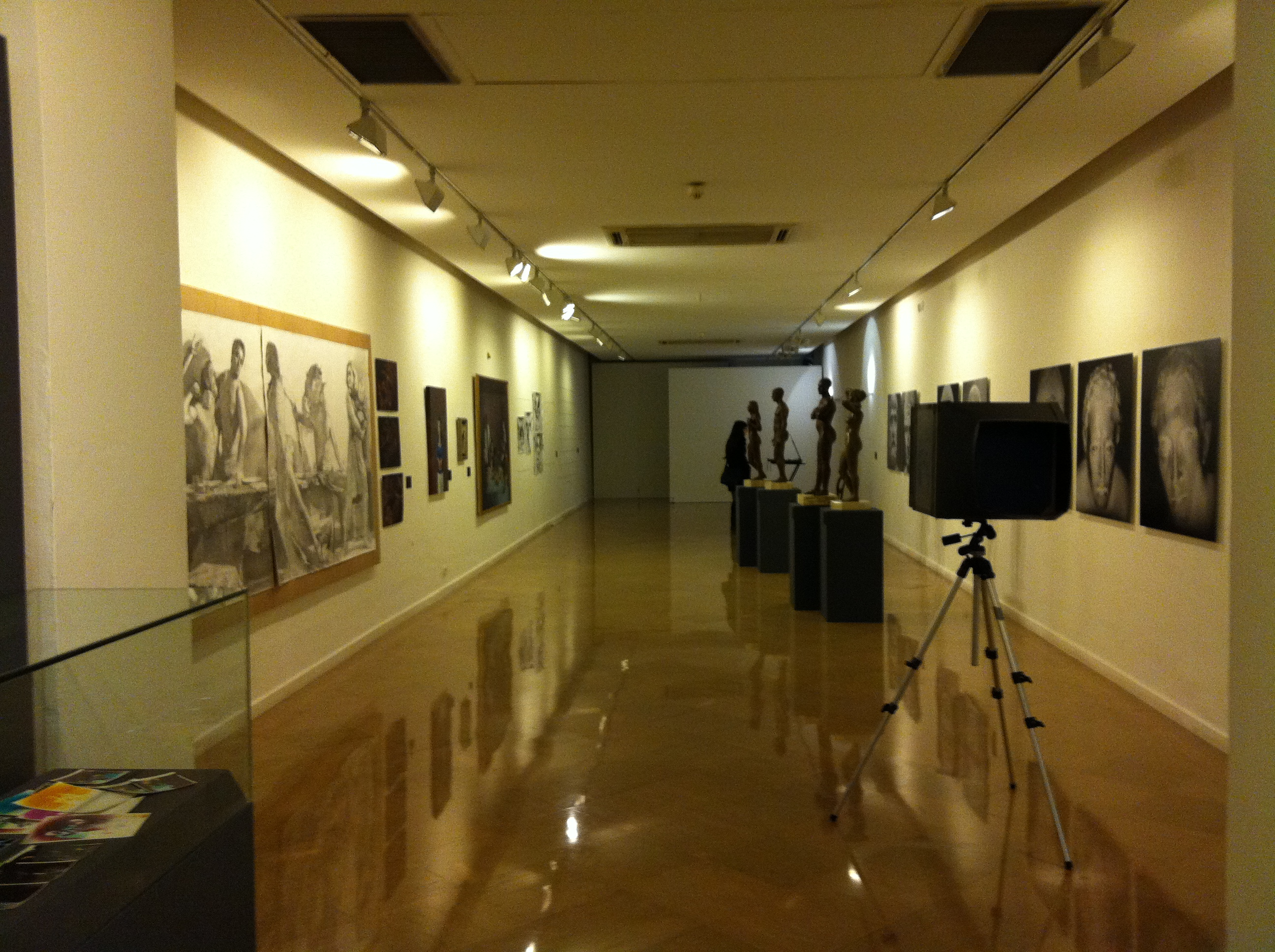
Sala d'exposicions temporals de la planta baixa
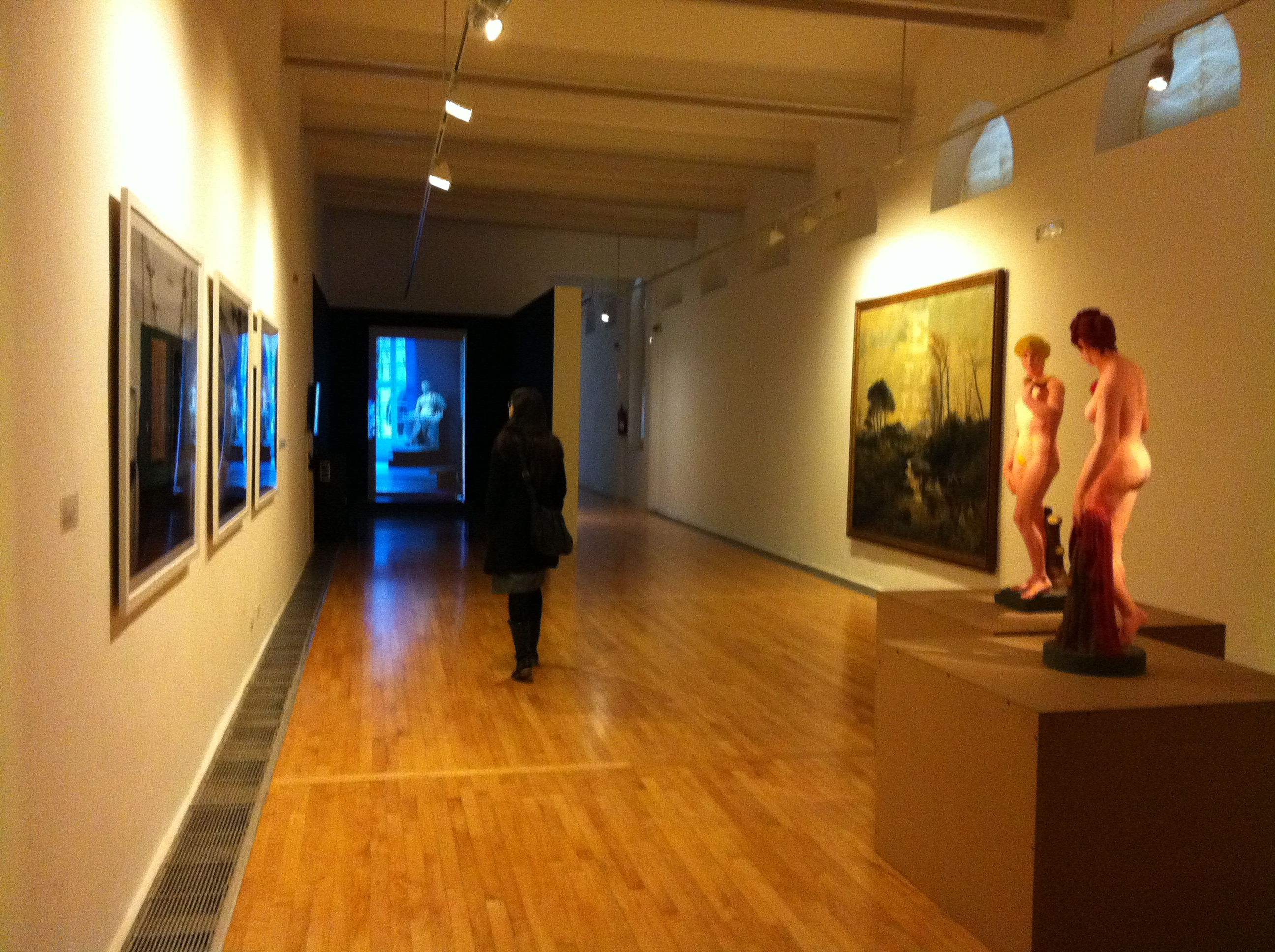
Sala d'exposicions temporals de la primera planta